# Lago de Caldaro
El lago de Caldaro (en italiano: Lago di Caldaro; en alemán: Kalterer See) es un pequeño lago en el municipio de Caldaro sulla strada del vino (Kaltern an der Weinstraße) en Tirol del Sur, Italia. Es el más grande cuerpo de agua natural de la provincia de Bolzano. Se encuentra en el Oltradige, a 216 m, a unos 20 km de la ciudad de Bolzano. 
El nombre del lago queda atestiguado en el año 1257 como lacus Caldarii (en un documento latino), en el año 1337 como Chaltner see, en el año 1500 como See zu Kaltern y en el año 1770 como Kalterer See.
De origen aluvional, el lago es alimentado por algunos nacientes subacuáticos. Muy frecuentado por los turistas, el lago de Caldaro tiene a lo largo de sus rías establecimientos balnearios, cámpines, albergues y restaurantes, pequeños puertos para los barcos de vela. Por su ventilación el lago de Caldaro favorece el ejercicio de deportes eólicos como el windsurf y los veleros.
Sobre una de las cimas del monte di Mezzo (en alemán, Mitterberg), que cierra la cuenca por el este, cerca de la altura del lago se alzan las ruinas de Castelchiaro (en alemán, Leuchtenburg) y Castel Varco (en alemán, Laimburg).
Al este del lago, en la localidad de Altenburg/Castelvecchio, se alza la iglesia más antigua del Alto Adigio: la Basílica de san Pedro, que se alcanza también atravesando la garganta de Rastenbachklamm, un sendero que atraviesa la montaña atravesando estrechas gargantas y cascadas.